# هاريس أرمسترونغ
هاريس أرمسترونغ (بالإنجليزية: Harris Armstrong)‏ هو مهندس معماري أمريكي، ولد في 1899، وتوفي في 1973.